# Gustaf Adlerfelt
Gustaf Adlerfelt (Stoccolma, 1671 – Poltava, 1709) è stato uno storico svedese, fratello del colonnello Pehr Adlerfelt.
Ciambellano del re Carlo XII di Svezia, seguì il suo sovrano e morì nella battaglia di Poltava.

### Opera storica
- 1740 – Histoire militaire de Charles XII, roi de Suède (diario pubblicato postumo)